# Andes formosanus
Andes formosanus är en insektsart som först beskrevs av Matsumura 1914.  Andes formosanus ingår i släktet Andes och familjen kilstritar. Inga underarter finns listade i Catalogue of Life.